# Nioh (videojuego)
Nioh es un videojuego de rol de acción desarrollado por Team Ninja. Se lanzó para PlayStation 4 en febrero de 2017, lo publicó internacionalmente Sony Interactive Entertainment y Koei Tecmo en Japón. En noviembre de 2017 Koei Tecmo estrenó una edición con el contenido descargable para Windows y PlayStation 4. Posteriormente, se publicó una versión remasterizada para PlayStation 5 en 2021.
Ambientado durante una versión ficticia del año 1600, la trama sigue el viaje de William Adams, un marinero irlandés que está inspirado en el histórico William Adams, un inglés que se convirtió en samurái. Adams persigue al hechicero Edward Kelley en las batallas finales del período Sengoku durante los esfuerzos de Tokugawa Ieyasu por unificar Japón, un tarea complicada por el surgimiento de yōkai que florecen en el caos de la guerra. El juego gira en torno a atravesar los niveles y derrotar a los monstruos que han infestado cada área. Por su parte, el combate gira en torno a la gestión de la resistencia o "Ki" y utilizar diferentes posturas de espada que son fuertes o débiles contra diferentes enemigos.
Nioh comenzó a desarrollarse en 2004 para PlayStation 3 como parte de un proyecto multimedia basado en un guion inacabado del célebre director Akira Kurosawa. El proyecto pasó por un turbulento y prolongado período de preproducción, pasando por múltiples revisiones. Finalmente su versión final comenzó a desarrollarse en 2014 para PlayStation 4. La información sobre el desarrollo fue esporádica hasta 2015, cuando se volvió a presentar al público.
Durante 2016 se lanzaron demostraciones alfa y beta, tanto para medir la reacción del público como para realizar ajustes en función de los comentarios. Inicialmente programado para un lanzamiento en 2016, los ajustes a realizar empujaron el lanzamiento al año siguiente. Tras su lanzamiento, Nioh recibió críticas positivas, con elogios para su jugabilidad y gráficos, mientras que la historia fue criticada por ser deficiente y ser confusa. El videojuego contó con una secuela, Nioh 2, que se lanzó en 2020.

## Jugabilidad
Nioh es un videojuego de rol de acción ambientado en Japón durante el año 1600, en el que los jugadores asumen el papel de un samurái irlandés llamado William. El jugador guía a William en misiones a través de entornos cerrados donde lucha contra enemigos humanos y seres sobrenaturales llamados yokai: las misiones son independientes, tienen rutas alternativas que William puede navegar y se seleccionan desde un menú. Mientras navega por los entornos, William puede encontrar varios coleccionables tanto en cajas esparcidas por el entorno como en soldados caídos. Estos coleccionables incluyen Amrita, los puntos de experiencia del juego; oro, su moneda; armas y armaduras, y artículos consumibles como bombas. Las armas y armaduras que se encuentran en el entorno se pueden llevar a un herrero, quien puede comprárselas a William o puede descomponerlas en materiales. Los santuarios dispersos a través de los niveles actúan como puntos de control, lo que permite a los jugadores guardar el progreso, reponer la salud y aumentar el nivel de experiencia de William a través de la experiencia acumulada: hacer esto reaparece a todos los enemigos normales dentro de un área. Los puntos de habilidad adquiridos en combate se asignan en los santuarios.  
La lucha es un combate de hack and slash de ritmo rápido (similar a los anteriores títulos de Team Ninja), en el que William puede atacar a los enemigos y bloquear sus ataques a su vez. William puede correr, esquivar y correr y sus acciones de combate agotan su barra de resistencia o Ki. Cuando su Ki se agota, William queda vulnerable a los ataques. Si se sincroniza correctamente, William puede reponer el Ki perdido con una acción llamada "Pulso de Ki".   El pulso de Ki otorga mejoras de estado a William y disipa los campos de miasma generados por los yokai y otros enemigos sobrenaturales los cuales agotan rápidamente el Ki. Los enemigos derrotados arrojan botín, que incluye dinero y armas. La velocidad a la que William puede moverse a través de los niveles depende del peso de su armadura equipada; cuanto más pesado sea, más rápido se agota su Ki. Si William muere, toda la experiencia adquirida hasta ese momento se queda donde murió, y debe viajar de regreso a recuperarla, pero si muere nuevamente y, por lo tanto, no puede alcanzarla, esa cantidad de experiencia se pierde y su espíritu animal se recupera automáticamente. 
William tiene acceso a múltiples tipos de armas cuerpo a cuerpo: estas incluyen espadas simples y dobles, hachas, armas de asta y kusarigama. Además de las armas cuerpo a cuerpo, William puede utilizar armas a distancia como el arco, un rifle y un cañón de mano. Cuanto más se usa cada arma, más fuerte y efectiva se vuelve. En combate, William puede cambiar entre tres posturas con armas cuerpo a cuerpo, y cada postura tiene efectos diferentes; Postura Alta causa mayor daño pero reduce la defensa, Postura Media permite ataques rápidos y una mejor defensa, mientras que Postura Media equilibra elementos de las otras dos Posturas. Estas Posturas consumen diferentes cantidades de Ki dependiendo de su fuerza de ataque. William puede invocar espíritus guardianes, animales que combinan su salud y Ki en un solo medidor con aumentos de estadísticas adicionales, como aumentar el poder de ataque o la defensa. Cada espíritu guardián aumenta diferentes estadísticas y solo se puede cambiar en los santuarios. Estos espíritus guardianes se pierden cuando William muere, pero se les puede invocar en un santuario a costa de su experiencia perdida. Además de los enemigos normales, William puede invocar Revenants, fantasmas hostiles basados en otros jugadores caídos, para luchar y ganar experiencia, dinero y artículos. El multijugador cooperativo permite convocar a otros jugadores para prestar ayuda en las batallas.
El progreso del personaje se rige por la experiencia. Algunos puntos estadísticos se pueden asignar después de la primera misión del juego, y durante el juego principal, se pueden asignar puntos estadísticos a los atributos, que van desde una mayor fuerza física hasta una mayor velocidad. Los puntos de estadísticas se dividen entre tres árboles de habilidades: "Samurai" para el combate de armas cuerpo a cuerpo estándar, "Ninja" para armas a distancia como shurikens y venenos, y "Onmyo" que se vincula con la creación de talismanes, artículos consumibles que otorgan aumentos de estadísticas. Si William encuentra y guía a Kodamas a los Santuarios dentro de cada misión, puede comprar material de bonificación que de otro modo sería inaccesible, como artículos y armas. También se pueden hacer ofrendas de artículos en el santuario a cambio de experiencia. Beneficios adicionales se pueden obtener usando Puntos de Prestigio, que se obtienen al cumplir ciertas tareas dentro de los niveles, como infligir una cierta cantidad de daño o matar a una cantidad de enemigos con un tipo de arma.

## Sinopsis

### Escenario y personajes
Nioh está ambientado en el año 1600 dentro de una versión ficticia de fantasía oscura del último período Sengoku, una época en la que los clanes de Japón estaban en guerra antes de la unificación bajo el shogunato Tokugawa y el comienzo del período Edo. En medio de la lucha y el alto número de muertos, aparecieron yōkai (criaturas pertenecientes al folclore japonés) y comenzaron a causar estragos en todo el país: las principales amenazas yōkai que aparecen en el juego incluyen a Hinoenma, Jorōgumo y una Yuki-onna nacida del espíritu de la esposa de Oda Nobunaga después del Incidente de Honnō-ji.  
El protagonista principal del juego es William Adams, un irlandés de pelo rubio que llega a Japón en busca de un enemigo. William se cruza con Tokugawa Ieyasu y su sirviente ninja Hattori Hanzō, formando una alianza contra el enemigo de William y los yōkai que infestan Japón. William es entrenado en combate por Yagyū Munetoshi, Hōzōin In'ei y Marume Nagayoshi. El antagonista principal es Edward Kelley, un occidental que dirige el conflicto utilizando sus oscuras habilidades alquímicas bajo las órdenes de John Dee, asesor principal de la reina Isabel I.
William se cruza con numerosas figuras históricas de la época: estos incluyen a los aliados de Ieyasu, Ii Naomasa y Honda Tadakatsu; daimio Kuroda Yoshitaka y su hijo Kuroda Nagamasa; El principal rival de Ieyasu, Ishida Mitsunari y sus aliados Shima Sakon y Ōtani Yoshitsugu; Tachibana Ginchiyo, líder del clan Tachibana, y su esposo Muneshige; el mercenario hostil Suzuki Magoichi; Yasuke, antiguo vasallo favorito de Nobunaga; el clan Date, que incluye a Date Masamune, Date Shigezane y Katakura Shigenaga; Sanada Yukimura, Sarutobi Sasuke y los Sanada Ten Braves; y Tenkai, un monje de la secta budista Tendai y maestro manipulador de la magia del yin y el yang. Los personajes originales incluyen a Okatsu, una ninja femenina del clan de Hanzō que siente aversión y curiosidad por William; y Fuku, discípula de Tenkai. 

### Trama
El juego comienza con una narración de William que describe la Amrita, una mística piedra dorada que se encuentra en abundancia en Japón y que el gobierno de la reina Isabel I busca para asegurar la victoria sobre España en la guerra anglo-española. William fue uno de los contratados por la reina para obtener Amrita, pero luego fue encarcelado para mantener el Amrita en secreto. 
Encarcelado en la Torre de Londres en 1598, William sale con la ayuda de su espíritu guardián Saoirse, un espíritu del agua nacido de las oraciones de su pueblo que lo salvó de la muerte cuando era un niño y evitó que muera. William se enfrenta a Edward Kelley, que busca la Amrita de Japón. Después de intentar matar a William, Kelley usa su espíritu Uróboros para robar a Saoirse y se transporta a Japón con mientras William lo persiguie. Una vez en Japón en 1600, William lucha contra los Oni que están devastando el área, recibiendo ayuda de Hanzo Hattori para ayudar a encontrar a Kelley a cambio de luchar contra los Oni. En una de sus primeras misiones, William se une a un Nekomata, quien le dice que el delicado equilibrio entre los buenos y los malos espíritus ha sido interrumpido por el siglo de guerra constante en Japón. Asimismo, Nekomata le permite entender japonés a William.
El trabajo de William contra los yōkai, y la salvación de ciertas figuras clave, le ganan el favor de Ieyasu. Por su parte, Mitsunari y sus seguidores se alinean con Kelley, con la esperanza de que Mitsunari pueda crear una tierra que no esté totalmente gobernada por los fuertes. William, sin embargo, pronto se entera de Okatsu que Ieyasu sacrificó a muchos miembros de su familia en un intento despiadado por el poder, siendo Okatsu una de las hijas ilegítimas de Ieyasu que escapó convirtiéndose en una kunoichi. Kelley atormenta a William, incluso haciéndose pasar por Tachibana Muneshige en un intento de socavar a la esposa de Muneshige, Ginchiyo, y resucitando a la esposa de Oda Nobunaga, la princesa Nō, como una yukionna. Más tarde, Kelley drena un sello de Amrita para evitar que los espíritus malignos devasten Kioto, y William apenas detiene a los espíritus con la ayuda de Tenkai, su aprendiz Fuku y Nekomata, que se sacrifica para dar tiempo a los demás para restaurar el sello. Un encuentro posterior ve a William salvando a Okatsu del control de Kelley, luego escapa con ella cuando llega Ieyasu y Kelley ataca, aunque William inicialmente está molesto porque Ieyasu está dispuesto a dejar morir a Okatsu. Pero al darse cuenta de que a Ieyasu le duelen en secreto sus despiadadas decisiones y sacrificios, William finalmente decide continuar ayudándolo.
Los eventos llegan a un punto crítico durante la Batalla de Sekigahara, donde William se enfrenta primero a Ōtani Yoshitsugu, quien usa la alquimia de Kelley para fortalecer su cuerpo debilitado, y Shima Sakon. Luego de derrotar a Sakon, y el ejército de Mitsunari derrotado por las fuerzas de Ieyasu, Kelley convence a Mitsunari de permitir un ritual para ofrecer la vida de sus 300 hombres para animar un Gashadokuro, que William derrota con la ayuda de Hattori y Tenkai. Ieyasu hace que William persiga a Mitsunari, luchando contra él cuando Kelley lo transforma en un yōkai-híbrido antes de devolverlo a su forma humana, lo que resulta en su captura por las fuerzas de Ieyasu y Tenkai se revela como Akechi Mitsuhide. William persigue a Kelley a un escondite donde interrumpe sus intentos de resucitar a Nobunaga, Kelley huye mientras el amigo cercano de Nobunaga, Yasuke, se enfrenta a William, quien lo derrota. Seguido, William se dirige a enfrentarse a Kelley en el castillo reconstruido de Nobunaga, siendo sometido por la forma resucitada de Nobunaga antes de que Nobunaga se rebele contra el control de Kelley. Acorralada y derrotada, Kelley usa la energía de Uróboros y Saoirse para resucitar a Yamata no Orochi . William lo derrota, y luego se entera del moribundo Kelley que estaba reuniendo la Amrita para enviarla de regreso a Inglaterra para su maestro John Dee. Habiendo reclamado a Saoirse, William decide desaparecer, lo que le permite a Hattori evitar matarlo por orden de Ieyasu y reportarlo muerto. Esto entristece a Okatsu, quien había comenzado a preocuparse por él y lo consideraba diferente a los demás samuráis. Después de la ejecución de Mitsunari, Ieyasu establece el gobierno de su familia, poniendo en marcha el período Edo como una era gobernada por humanos y ocultando la verdad sobre la participación de los yōkai y William. Hanzo le miente a Ieyasu que William está muerto, pero cuando él y Okatsu se van, se revela que Ieyasu no solo está al tanto de la supervivencia de William, sino que también está secretamente complacido con el resultado.
Tres años más tarde, William regresa a Inglaterra para enfrentarse a Dee, y también descubre que Edward Kelley era uno de varios homúnculos similares creados por este último. Cuando William rechaza la oferta de Dee de asociarse para guiar a Inglaterra hacia la conquista del mundo luego de la muerte de la reina, el asesor principal activa un ascensor alrededor de su habitación, lo que lleva a William y a él mismo a una torre secreta donde se ven grandes almacenes de Amrita. Dee absorbe energía de los cristales y se transforma en una monstruosa aparición conocida como Hundred Eyes. William derrota a Dee, cegándolo y neutralizando así sus habilidades mágicas. Antes de irse, William nota uno de los orbes mágicos de Hundred Eyes, y después de recibir una visión de la muerte de Hattori en el Asedio de Osaka, decide regresar a Japón.

### Dragon of the North
En el primer contenido descargable, Dragon of the North,  William regresa a Japón, donde se reencuentra con Nekomata resucitado y se entera por Ieyasu de que Hanzo ha desaparecido mientras investigaba al señor de la guerra Date Masamune, que está tramando en secreto una rebelión contra el shogunato Tokugawa utilizando un ejército de yōkai. William finalmente rescata a Hanzo de las fuerzas de Date mientras convence a Masamune de que abandone su plan, y se entera de que Masamune recibió Amrita de una espía española llamada María, quien escapa y ofrece sus servicios a Toyotomi Hideyori, como un medio para crear más caos en Japón para así capturar y usar el Amrita para ayudar al Imperio español a recuperar su estatus como potencia mundial después de su paralizante derrota naval ante Inglaterra.

### Defiant Honor/Bloodshed's End
El segundo y tercer DLC se centran en Willian en la búsqueda de María mientras ayuda al ejército Tokugawa a lidiar con Sanada Yukimura durante el asedio de Osaka. Defiant Honor tiene lugar durante la campaña de invierno en el asedio, mientras William se une a la batalla junto a las fuerzas de Masamune y logra infiltrarse en el Sanada-maru, donde finalmente choca con las espadas del propio Yukimura. Sin embargo, la batalla terminó cuando Lady Chacha hizo una señal de tregua, ya que María la convenció de usar el Amrita después de que ella no pudo hacer lo mismo con Yukimura. 
Bloodshed's End tiene lugar durante la campaña de verano del asedio, donde William esta vez penetra en el Sanada-maru y derrota a Hideyori, que se revela como un golem creado a partir de Amrita. Junto con Yukimura, quien hizo que su vasallo ninja Sarutobi Sasuke asumiera su identidad para fingir su muerte durante la Batalla de Tennōji, William se enfrenta a Maria, quien escapa, y a Chacha mientras se transforma en un demonio zorro de nueve colas en un intento de matarlos. Cuando es derrotada y resulta fatalmente herida, Chacha recupera sus sentidos y se disculpa con Yukimura, quien permanece a su lado mientras el Castillo de Osaka se consume en llamas cuando comienza la Era Genna. Al continuar siendo una amenaza, William y Hanzo siguen en búsqueda de Maria.

## Desarrollo
Nioh lo desarrolló Team Ninja, una división de la editora de videojuegos Koei Tecmo, que había desarrollado previamente las series Ninja Gaiden y Dead or Alive. Está codirigido por Fumihiko Yasuda y Yosuke Hayashi, y coproducido por Kou Shibusawa y Hisashi Koinuma. La cinemática de apertura la dirigió Shinji Higuchi, quien trabajo en Shin Godzilla. El director cinematográfico del juego en general fue Makoto Kamiya, quien previamente había supervisado los efectos especiales de Death Note: Light Up the New World y la versión cinematográfica de I Am a Hero. La música fue compuesta por Yugo Kanno, cuyo trabajo anterior incluyó la serie de películas para televisión Bayside Shakedown y Rain de Japan Studio. El concepto del juego fue creado por Shibusawa, quien a lo largo del desarrollo mantuvo una visión apasionada por el proyecto, lo que a su vez afectó su desarrollo. 

### Preproducción
La versión original de Nioh se basó en Oni, un guion inacabado del célebre director de cine japonés Akira Kurosawa.  Según Yasuda, esta versión inicial "simplemente falló", por lo que el equipo tuvo que comenzar de nuevo. Los únicos elementos que sobrevivieron fueron el escenario, el protagonista, que era extranjero y de pelo rubio, y el concepto básico del escenario: la narración se transformó en una historia original basada en la vida de William Adams, un inglés que se convirtió en un samuráis sirviendo a Ieyasu, y los eventos del período Sengoku. Aunque el guion de Kurosawa se abandonó en favor de una historia original, los elementos artísticos y los movimientos de batalla se inspiraron en obras de Kurosawa como Yojimbo y Seven Samurai.  El primer borrador de esta nueva historia, creado por los guionistas de la serie Kessen, le dio al personaje principal un papel protagónico aún no registrado en los eventos del período Sengoku. Esta versión fue desechada casi por completo. 
El desarrollo del título comenzó en 2004, cuando se pensó como un juego de rol tradicional japonés. El videojuego lo empezó a desarrollar internamente Koei, cuatro años antes de su fusión con Tecmo en 2008. El desarrollo de esta versión se dio entre 2004 y 2008, y duró aproximadamente cuatro años antes de que se desechara todo el trabajo realizado hasta ese momento. La parte de rol del juego la desechó Shibusawa porque no tenía suficientes elementos divertidos. La producción se reinició y se transfirió a Omega Force, una división de Koei Tecmo, y cambió de género a un juego de acción de ritmo rápido similar a su serie Dynasty Warriors. Esta versión también fue descartada, nuevamente debido Shibusawa, quien no estaba satisfecho con la dirección del proyecto. 
Team Ninja se incorporó por primera vez en 2010 para ayudar la jugabilidad centrada en acción. A partir de este etapa es cuando el título comenzó a evolucionar hacia un videojuego de rol de acción. Cuando el personal de Koei presentó el proyecto por primera vez, Team Ninja se mostró escéptico sobre el proyecto, inseguro de su protagonista occidental y su entorno, y se preguntaban si estaba destinado a ser otro juego al estilo de Dynasty Warriors. En 2012 el desarrollo se transfirió por completo a Team Ninja, y la producción posterior duró alrededor de cuatro años. Hasta esta etapa, solo se habían finalizado los conceptos básicos, pero cuando Team Ninja comenzó el desarrollo completo, el proyecto se consolidó hasta convertirse en un título de acción completo. El personal de Team Ninja se encargó de la jugabilidad, mientras que el personal anterior del equipo original de Koei se encargó del escenario. 
La versión alfa se completó en agosto de 2012. El equipo usó originalmente el motor de Ninja Gaiden, y Shibusawa volvió a preocuparse porque sintió que el juego se estaba convirtiendo en un clon de esa saga; un ejemplo citado fue una escena en la que William estaba golpeando a un enemigo con sus propias manos. En esta época Yasuda se incorporó al equipo. Hayashi encontró problemas para que la jugabilidad funcionara para un personaje samurái y, después de medio año, se detuvo el desarrollo nuevamente. Cuando Koei Tecmo comenzó a producir juegos para PlayStation 4, Shibusawa y el CEO de Koei Tecmo, Hisashi Suganuma, le pidieron a Hayashi que desarrollara Nioh para esa plataforma. Una vez que se confirmaron los detalles, esta versión tardó tres años en desarrollarse. En total, el proyecto estuvo en desarrollo entre doce y trece años. Shibusawa dijo que las expectativas de los fanáticos del juego en Japón fueron la única razón por la que no se canceló. 

### Guion
Una vez que se confirmó la producción del juego en 2014, Shibusawa dijo que el equipo necesitaba reexaminar la narrativa que estaba planeada. Durante las primeras conversaciones, Yasuda y Hayashi no estuvieron de acuerdo sobre qué tipo de narrativa querían, ya que Yasuda quería hacer algo más cercano a Ninja Gaiden y Hayashi quería una experiencia sombría basada en la guerra y la muerte. El enfoque en la muerte se extrajo tanto del entorno como de la tradición que rodea el código samurái de Bushido. El tema general del juego era el ciclo de la vida y la muerte, que estaba representado tanto por William como por los enemigos yokai. Yasuda fue responsable de los aspectos de caza de yokai de la narrativa, algo a lo que Hayashi se opuso firmemente. 
Si bien para el juego final eligieron un personaje principal occidental, el concepto inicial tenía un samurái nativo como protagonista en una historia original. Como el personal de Koei tenía un historial de desarrollo de títulos históricos como Romance of the Three Kingdoms y Nobunaga's Ambition, decidieron basarlo en eventos históricos. Se eligió el período Sengoku como escenario del juego debido a que es un período adecuado en la historia japonesa para un título de acción. Además, Shibusawa estaba fascinado por las hazañas de Adams, por lo que la historia se basó en los principales eventos de su vida y las iteraciones dentro de Japón, en ese entonces una nación aislada. También agregaron elementos fantásticos de la cultura japonesa como los yokai.   
Una gran influencia para la historia fue la novela Shōgun (1975) de James Clavell, que se centró en un samurái inglés ficticio basado en Adams. El personaje de William se concibió inicialmente como un pirata occidental que se convirtió en samurái, pero luego cambió a su forma actual. Su diseño general cambió poco durante la producción, pero los detalles menores se modificaron a lo largo de los años.  El enfoque singular del juego sobre la muerte contrastaba fuertemente con los trabajos anteriores de Team Ninja, que también habían incorporado elementos eróticos leves. Ante la insistencia de la gerencia, se agregaron elementos más vivos o cómicos como los Kodama. 
Para la historia se seleccionaron actores de alto perfil para los papeles principales, muchos de los cuales proporcionaron voces y captura de movimiento. De esta manera, el equipo quería dar vida a los personajes y expresar completamente los aspectos históricos de la narrativa. Si bien el personal de Koei tenía una sólida experiencia en juegos que usaban figuras históricas, se habían centrado más en una presentación elegante que en expresiones sutiles durante las secciones de la historia.  Mientras que la mayoría del elenco hablaba japonés, William hablaba inglés. Inicialmente, esto debía haberse invertido, pero el equipo pensó que no era realista, incluso dentro de la versión fantástica del escenario, por lo que lo ajustaron. También representó cómo William podía comunicarse bien con los demás a pesar de la barrera del idioma. 

### Diseño de juego
Cuando se involucró Team Ninja por primera vez en el proyecto, realizaron muchas pruebas de ensayo y error para encontrar el estilo de juego que mejor se adaptara al tono del juego. Cuando se le entregó el proyecto a Team Ninja, Shibusawa les dijo que "completaran la misión de crear Nioh". La decisión de entregar el proyecto al estudio estuvo fuertemente influenciada por el éxito de Dark Souls y otros títulos similares, apodados por algunos como "Masocore" debido a su juego de acción difícil pero gratificante. Muchos en el equipo eran fanáticos de la serie Dark Souls y atribuyeron su popularidad a salvar a Nioh de una posible cancelación. Otras de las influencias incluyeron Bloodborne, Ninja Gaiden, Onimusha y Diablo. El principal objetivo de los desarrolladores fue emular la jugabilidad de la serie Souls y su trabajo en Ninja Gaiden, al tiempo que hacerlo accesible, justo y gratificante para los jugadores.   En lugar de subcontratar un motor o llevar uno de una de sus otras propiedades, el motor del juego para Nioh se construyó desde cero.
Si bien el combate estuvo muy influenciado por los juegos Souls, el uso del botín estuvo más influenciado por la serie Diablo, ya que querían que el combate girase en torno a la habilidad del jugador en lugar del equipo adquirido a través del combate. El juego incorporó elementos del combate samurái de la cultura popular. La precisión histórica en lo que respecta a las armas, armaduras y estilos de lucha dominó el diseño del juego, lo que resultó en que no se agregaran escudos, ya que los samuráis no los usaban en combate. Cada jefe, desde los yokai hasta enemigos humanos, tenían su propia apariencia y tácticas. Todos los yokai se extrajeron del folclore japonés, aunque sus diseños sufrieron ligeras alteraciones de sus formas originales. Un elemento recurrente para los jefes yokai fue cómo fueron diseñados: primero decidieron la forma inicial e impresión, luego los desarrolladores agregaron un elemento que tomaría a los jugadores con la guardia baja: por ejemplo, si un yokai parecía hermoso, se volvería feo en algún punto durante la batalla. 

## Lanzamiento
Nioh fue anunciado por primera vez por Koei en 2004 bajo su título provisional Oni. Además del juego, cuyo lanzamiento estaba previsto para 2006, se planeaba producir un largometraje dirigido por el hijo de Kurosawa, Hisao Kurosawa: el presupuesto total del proyecto se estimó en tres mil millones de yenes. La vinculación de la película finalmente se canceló en 2005 debido a problemas de producción no especificados, y el juego se convirtió en un proyecto independiente. Nioh se mostró por primera vez en un tráiler en la Electronic Entertainment Expo de 2005, donde se anunció como un título exclusivo de PlayStation 3. En ese momento, el título fue romanizado como Ni-Oh.  Inicialmente programado para un lanzamiento en 2006,  Nioh no cumplió con la fecha de lanzamiento anunciada y no se emitió ninguna actualización del juego hasta 2009, cuando Koei Tecmo declaró que el título aún estaba en desarrollo. Este tipo de actualizaciones se realizaron durante seis años.  El juego, retitulado levemente como Nioh, se volvió a presentar en el Tokyo Game Show de 2015 como exclusivo de PlayStation 4, con un lanzamiento programado en Japón para 2016.  Más tarde se anunció su lanzamiento internacional en el evento PlayStation Experience en diciembre de ese año, también en 2016.
Aunque en un inicio se planeó para octubre de 2016, el juego se retrasó para realizar los ajustes finales en función a los comentarios de los jugadores que jugaron la demo. La localización fue una alta prioridad para Koei Tecmo debido a la fecha de lanzamiento mundial. El juego se anunció para un lanzamiento mundial en febrero de 2017. Mientras que Koei Tecmo publicó el juego en Japón, Sony Interactive Entertainment se encargó de las tareas de publicación en Asia continental, América del Norte y Europa. Esto fue para distribuir el juego a una audiencia lo más amplia posible.   Finalmente fue lanzado en Norteamérica el 7 de febrero, en Europa el 8 de febrero y en Japón el 9 de febrero. Para Nioh se crearon dos ediciones: la estándar con el juego completo y una edición digital de lujo con un paquete de armas adicional, un tema de PS4 y un pase de temporada. Los beneficios por pre ordenar fueron disfraces adicionales, basados respectivamente en las estatuas de los guardianes del templo japonés y el samurái Sanada Yukimura. El juego también se encontraba entre los que admitían el modelo PlayStation 4 Pro, con mejoras gráficas que permitían una velocidad de fotogramas fluida. 

### Demos
Una versión demo, denominada "demostración alfa", se lanzó en PlayStation Network (PSN) el 26 de abril de 2016 y estuvo disponible hasta el 5 de mayo. Al completar la demo, se desbloqueó el acceso a un paquete de contenido descargable gratuito (DLC) denominado "Mark of the Conqueror". Esta demo se lanzó para que Team Ninja pudiera recibir comentarios de una futura encuesta en línea para mejorar la mecánica del juego. La demostración fue descargada por 850 000 personas en todo el mundo y los comentarios fueron positivos en general, aparte de las quejas recurrentes sobre la falta de tutoriales, la alta dificultad y el esquema de control incómodo. Con base en esto, el equipo realizó una serie de cambios y ajustes en la jugabilidad. Se lanzó una segunda demo "beta" del 23 de agosto al 6 de septiembre. Esta presentaba nuevas etapas, armas adicionales y una jugabilidad renovada basada en los comentarios de la demo alfa. Al igual que la demo alfa, la descarga de la demo beta dio acceso gratuito al contenido DLC, esta vez un paquete denominado "Mark of the Warrior" junto con el paquete original "Mark of the Conqueror". Nuevamente realizaron una encuesta a los jugadores e hicieron numerosos ajustes y adiciones al juego en función de estos comentarios.  El retraso del juego de 2016 a 2017 se debió a estos ajustes. Una tercera demo, llamada "Last Chance Trial", estuvo disponible del 20 al 23 de enero en América del Norte y Europa. Dio acceso tanto a DLC anteriores como a una recompensa final por el juego completo. El productor Fumihiko Yasuda, en una presentación en el Tokyo Game Show 2018, luego atribuyó el éxito de Nioh a la "estrategia de demos", diciendo que además de recibir comentarios de los usuarios, las demos también tenían el objetivo de mostrar a los jugadores que estaban siendo escuchados, "lo cual esperaban que los jugadores apoyaran más el juego".

## Recepción
Nioh recibió una recepción "generalmente favorable", según el agregador de reseñas Metacritic.  La mayoría de los críticos elogiaron el combate, la dificultad, la configuración, el uso del folclore japonés y la estética como puntos destacados, además de brindar a los jugadores la opción de elegir diferentes modos gráficos para la versión de PS4; mientras que la historia del juego y la gestión del inventario recibieron algunas críticas. Eurogamer lo ubicó en el puesto 35 en su lista de los "50 mejores juegos de 2017",  mientras que Polygon lo posicionó en el puesto 42 en su lista de lo mejor de 2017.  El juego fue nominado a "Mejor juego de PS4" en los premios Game of the Year Awards 2017 de Destructoid,  y a "Mejor juego de PlayStation 4" y "Mejor juego de rol" en los premios Best of 2017 Awards de IGN.   Más tarde, Nioh fue uno de los tres juegos invitados a la Global Game Business Summit en Tokyo Game Show 2018 como un ejemplo de un juego que tuvo éxito a nivel mundial.

### Ventas
Nioh entró en el puesto número 2 en las listas de ventas del Reino Unido. Los minoristas Amazon y Walmart vendieron todas sus copias de Nioh en la primera semana del lanzamiento. El título vendió 75 477 copias en su primera semana en Japón, entrando en las listas también en el número 2. El 24 de febrero de 2017, Koei Tecmo y Team Ninja anunciaron que Nioh había enviado más de un millón de unidades en todo el mundo en sus primeras dos semanas de venta. Los números incluyeron envíos minoristas y ventas digitales. Para febrero de 2020, el juego había enviado más de tres millones de copias en todo el mundo. En octubre de 2022, las ventas tanto de Nioh como de Nioh 2 habían superado los siete millones de unidades.